# نية (إسلام)
النِّيَّة في اللغة تعني القصد والإرادة، وللنية مكانة عظيمة في الإسلام فهي التي تحدد هدف العمل الذي يعمله الإنسان فهل هو لله وحده أم لله وغيره أم لغير الله، وفي الحديث: «عن عمر بن الخطاب رضي الله عنه قال سمعت رسول الله ﷺ يقول: "إنما الأعمال بالنيات"». وكل عمل لا يراد به وجه الله فهو مردود على صاحبه للحديث: (إن العبد ليعمل أعمالا حسنة فتصعد الملائكة في صحف مختمة فتلقى بين يدي الله فيقول: ألقوا هذه الصحيفة فإنه لم يرد بما فيها وجهي)
والإنسان يؤجر على النية الصالحة ولو لم يفعلها ويأثم على النية الفاسدة ولو لم يعملها للحديث: «إنما الدنيا لأربعة نفر: رجل آتاه الله عز وجل علما وما لا فهو يعمل بعلمه في ماله فيقول رجل: لو آتاني الله مثل ما آتاه لعملت كما يعمل فهما في الأجر سواء، ورجل آتاه الله مالا ولم يؤته علما فهو يتخبط بجهله في ماله فيقول رجل: لو آتاني الله مثل ما آتاه عملت كما يعمل فهما في الوزر سواء».
عندما تعتقد بالله الإله المعبود، فأنت تعبده، تحيا له وتصلي إليه وتصوم إليه
وكل هذه العبادات لتؤمن به وتعمل بها لإيمانك بالله
فهذا ما يتبادر لذهنك عندما تسمع كلمة عبادة، ولكن!
العبادة لا تقتصر على هذا وحسب
فهناك أموراً كثيرة بإمكانك القيام بها وكلّها عبادات تقربك إلى الله
ألا وهي كل عمل صالح وعمل نافع تقوم به مهما صغر أو كبر
فأنت تأكل لتقوي نفسك على طاعة الله والقيام للصلاة وللعمل وعملك فيه عبادة فأنت عندما تعمل تكسب المال الحلال، فهذا من العبادة كذلك، وأنت تنفق على أهلك زوجتك أولادك
أليس كل هذا عبادة لله!
عندما تتعلم لتحصل على الشهادة وترتفع لأعلى المراقي وتحصل العلم الذي فرضه الله علينا كذلك هي عبادة،
وأنت الزوجة تقومين في البيت وشغله وتعملين صباحاً مساءً في بيتك عبادة ترضين زوجك كما أمرك الله وتراعي شؤون أبنائك فكله عبادة وطاعة لما أمرك الله به !
والكثير التي لا حصر لها ولا عدد منها: النظافة النوم اللبس صرف المال.
ولا تنتهي ما دمت تتنفس على وجه الأرض
فإذا العبادة معناها واسع شامل لكل عمل صالح نافع تقوم به يحيط بك وبمن حولك.
وأخيراً... وأهم مافي الأمر وحتى تكتب لك هذه العبادات

## النية في الشرع الإسلامي
النية بالمفهوم الشرعي هي: إخلاص العمل لله تعالى وحده، قال الله تعالى: ﴿وَمَا أُمِرُوا إِلَّا لِيَعْبُدُوا اللَّهَ مُخْلِصِينَ لَهُ الدِّينَ حُنَفَاءَ وَيُقِيمُوا الصَّلَاةَ وَيُؤْتُوا الزَّكَاةَ وَذَلِكَ دِينُ الْقَيِّمَةِ ۝٥﴾ [البينة:5]
والنية عند علماء الفقه هي: قصد الشئ مقترنا بفعله،
وهي عبادة معنوية فمحلها القلب، وتجب عند أول العبادة، فعند الطهارة مثلا في الوضوء عند غسل أول جزء من الوجه.

### المقصود من النية
المقصود من النية تمييز العبادة عن العادة. فمن دخل المسجد مثلا بقصد المكث فقط فالمكث عادة وإن نوى بمكثه الاعتكاف فهو عبادة، يثاب عليها بالنية.
بخلاف ما لو دخل المسجد للاستراحة.

## النية في العبادات
تجب النية في أول العبادات التي تفتقر إلى نية ومنها:
- في الطهارة

1. عند غسل أول جزء من الوجه في الوضوء
2. عند مسح أول جزء من الوجه في التيمم
3. نية رفع الحدث الأكبر عند غسل أول جزء من البدن

- في الصلاة، عند تكبيرة الإحرام
- في الزكاة ينوي المزكي أداء الزكاة المفروضة عليه.
- في الصيام

1. في الصوم الواجب من رمضان، أو القضاء أو الكفارة يجب تبييت النية ليلا
2. في صوم النفل يمتد وقت النية إلى ما قبل الزوال إذا لم يتعاط أي مفطر كما في فقه الشافعية.

- في الحج، ينوي تمتعا أو إفرادا أو قرانا .
- في عمل الخير: مثل بر الوالدين، وصلة الرحم، ونصر المظلوم، وغيره.[1]

## النية في المعاملات
| فإن نويت الحقّ وأردته أعانك الله عليه، وأتاح لك عُمّالاً، وأتاك بهم من حيث لاتحتسب، فإن عون الله على قدر النيّة؛ فمَن تمت نيته في الخير تم عون الله له، ومن قصرت نيته قصر من العون بقدر ما قصر منه. والسلام". |
| —سالم بن عبد الله بن عمر |

المعاملات في علم الفقه مثل: البيع، والإجارة، وغيرها. والنية من المنظور الفقهي لا تتعلق كثيرا بأحكام المعاملات، فعقد البيع والشراء -مثلا- لا يحتاج إلى نية.
وهناك بعض الأمور تحتاج إلى نية، بمعنى: (نية إجرآء الأمر) مثل: ألفاظ الكنايات،
في: الطلاق، والظهار، والأَيمان والنذور وغيرها.

## حديث (إنما الأعمال بالنيات)
عن أمير المؤمنين عمر بن الخطاب رضي الله عنه، قال: سمعت رسول الله صلى الله عليه وسلم يقول: «إنما الأعمال بالنيات، وإنما لكل امرئ مانوى، فمن كانت هجرته إلى الله ورسوله فهجرته إلى الله ورسوله، ومن كانت هجرته لدنيا يصيبها أو امرأة ينكحها فهجرته إلى ماهاجر إليه» متفق عليه.